# Lambertus de Monte
Lambertus de Monte (1430-1499) fou un filòsof medieval de l'escolàstica tomista. Destaca pels comentaris sobre Aristòtil (a qui va "salvar" de l'infern malgrat ser pagà) i les crítiques a Albert el Gran. També es conserven escrits seus sobre lògica, seguint a Petrus Hispanus.